# Авраам (папа Александрійський)
Авраам (копт. Ⲡⲁⲡⲁ Ⲁⲃⲃⲁ Ⲁⲃⲣⲁⲁⲙ; д/н — 3 грудня 978) — 62-й папа (абба) Александрійський та патріарх усієї Африки при Святому Престолі Святого Марка у 975—978 роках.

## Життєпис
Був сирійцем за походженням. Звався Ібг Зераа. Спочатку був багатим купцем, який декілька разів відвідував Єгипет і, нарешті, залишився там, проживаючи в Александрії. Став відомим своєю добротою, побожністю та любов'ю до бідних. Згодом став ченцем. Після цього роздав половину свого багатства нужденним, а іншу половину використав для будівництва водосховищ по всьому Єгипту, включаючи водойму біля зруйнованої церкви Святого Меркурія в Каїрі.
Після смерті 974 року папи Міни II посада було вакантною. Нарешті єпископи та лідери коптської громади зібралися в церкві Св. Сергія і Вакха в Каїрі, щоб обрати можливих кандидатів. Коли вони 28 листопада 975 року зібралися, увійшов до церкви Авраам. Один із зібраних звернувся до єпископа і сказав, що якщо єпископ шукає кандидата на патріархат, то Бог послав їм кандидата. Вся група була вражена вибором, і вони одноголосно вирішили обрати його. Потім вони відвезли протестуючого Авраама в залізних кайданах до Александрії, де його висвятили як папу Александрійського. Прийняв ім'я Єфрем.
Невдовзі стикнувся з халіфом Аль-Муїззом, що час від часу влаштовував страти коптів. За легендою той инув виклик папі Аврааму, сказавши «якщо ти маєш віру як гірчичне зерно, ти скажеш цій горі: „Переїжджай звідси туди“, і вона рухатиметься» (Мф. 17:20 і Марка 11:23). Після 3 днів молитов і посту папа зі святим Симоном Кожевником переніс гору Мокаттам на схід від Каїру.
Набагато ліпшими були відносини з наступним халіфом Аль-Азізом Біллахом, оскільки улюбленою дружиною того була християнка. В результаті Авраам (Єфрем) отримав дозвіл на відбудову церкви Святого Меркурія, яка розташовувалася поблизу найдавнішої мечеті Фустата. Також церква стала отримувати щедрі земельні пожалування від халіфа.
Авраам успішно вів боротьбу з практикою симонії, яка стала значною проблемою протягом кількох останніх пап. Потім він звернув увагу на часто принижену мораль церковних архонтів, які часто мали наложниць, а також своїх законних дружин. Він зайшов так далеко, що погрожував відлученням від церкви всім, хто продовжує порушувати святість шлюбу.
Помер 978 року. Його наступником став Філофей.